# لوك وايلز
لوك وايلز هو لاعب اللاكروس كندي، ولد في 28 أغسطس 1982 في أوريليا في كندا.